# Persepolis (Mythologie)
Persepolis (altgriechisch Περσέπολις Persépolis) oder Perseptolis (Περσέπτολις Perséptolis) ist eine Person der griechischen Mythologie.
Er ist der Sohn des Telemachos und der Polykaste, der Tochter des Nestor, wird aber auch als Sohn des Telemachos und der Nausikaa bezeichnet.
Der Nachricht, dass Persepolis’ Mutter Nausikaa ist, liegt möglicherweise eine Verwechslung mit Ptoliporthos zugrunde. Dieser Sohn des Telemachos und der Nausikaa wurde nach dem gleichlautenden Beinamen des Odysseus benannt.